# Bernd Rabehl
Bernd Rabehl, född 30 juli 1938 i Rathenow, är en tysk författare som var en av de ledande medlemmarna i Sozialistischer Deutscher Studentenbund (SDS). Sedan åtminstone 1998 företräder Rabehl nationalistiska och sedan ytterligare någon tid högerextremistiska positioner.